# شیطان‌پرستی

ستاره واژگون معروف به پنتاگرام اغلب برای نشان دادن شیطان‌پرستی استفاده می‌شود.

شیطان‌پرستی (به انگلیسی: Satanism) گروهی از باورهای ایدئولوژیک یا فلسفی است که هواداران آن، شیطان را یک طرح و الگوی اصلی و پیش از جهان هستی می‌پندارند. آن‌ها شیطان را موجودی زنده و با چند وجه از طبیعت انسان مشترک می‌دانند. شیطان‌پرستی را در گروه «راه چپ» و مخالف با «راه راست»، طبقه‌بندی می‌کنند. دست چپی‌ها به غنی‌سازی درونی خود در جریان کارهای خودشان معتقدند و نیز بر این باورند که در نهایت باید تنها به خود، جواب پس دهند؛ در حالی که دست راستی‌ها غنی‌سازی درونی خود را از راه وقف کردن و بندگی خود در برابر قدرتی بزرگ‌تر، به دست می‌آورند و باورشان این است که باید در برابر آن قدرت بزرگ‌تر، پاسخگو باشند.
پیروان شیطان‌گرایی لاویایی در واقع خدایی از جنس شیطان یا خدایی دیگر را برای خود قائل نیستند. آن‌ها حتی خود را پیرو تعالیم شیطان نیز نمی‌دانند. اما این جنبه اعتقادی آن‌ها به‌طور مکرر به اشتباه نادیده گرفته می‌شود و عموماً آن‌ها را افرادی می‌شناسند که شیطان را به عنوان خدا پرستش می‌کنند.

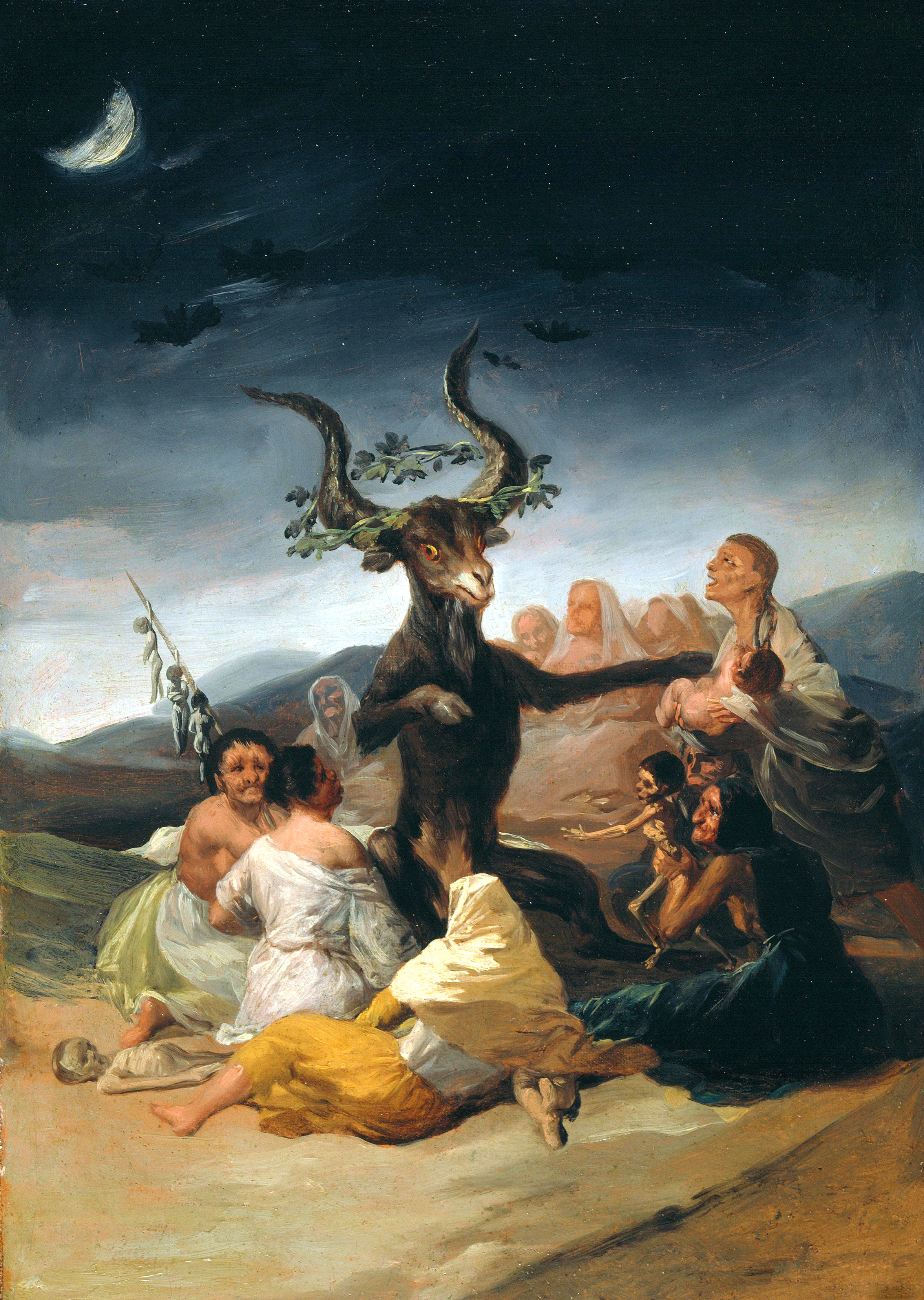
جشن جادوگران، نام یکی از آثار مشهور فرانسیسکو گویا، نقاش برجستهٔ اسپانیایی است که در سبک رئالیسم تاریک، در سال ۱۷۹۸ میلادی خلق شد. در نقاشی جشن جادوگران، بزی که نماد شیطان است، در حال نظارت بر گروهی از جادوگران است که به او احترام می‌گذارند. این اثر به شدت از تخیلات و باورهای عامه دربارهٔ جادوگری و شیطان‌پرستی تأثیر گرفته است.

شیطان‌پرستی به‌جای اطاعت از قوانین خدایی یا قوانین فرستاده شده، عموماً بر پیشرفت فیزیکی خود با کمک الگوها و قوانین طبیعی تمرکز دارد. به همین دلیل بسیاری از شیطان‌پرستان معاصر از باورها و گرایش‌های ادیان گذشته اجتناب می‌کنند و بیشتر گرایش‌های خودپرستانه دارند به گونه‌ای که خود را در مرکز هستی و قوانین طبیعی می‌بینند و بیشتر شبیه به مکاتبی چون ماده‌گرایی یا خودمحوری و جادومحوری هستند. به هر حال بعضی شیطان‌پرستان به‌طور داوطلبانه بعضی از قوانین اخلاقی را انتخاب می‌کنند.
شیوه عملکرد شیطان‌پرستان گاهی شبیه به یک جریان وارونه سازی است که در آن برخی از کدهای اخلاقی رایج در جامعه، به شکل عمد دستخوش تغییر واقع می‌شوند. آن‌ها این شیوه را «شوک فرهنگی» می‌نامند و این عملکرد را بر اساس «نسبی‌گرایی اخلاقی» تفسیر می‌کنند.
شیطان‌پرستان به دو گروه اصلی شیطان‌پرستان فلسفی و شیطان‌پرستان نظری تقسیم‌بندی می‌شوند.

صلیب وارونه که به‌عنوان نماد شیطان‌پرستی یاد می‌شود.

## تاریخچه
مفهوم شیطان در طول قرن‌ها مورد مکاشفه قرار گرفته‌است. شاید بتوان تاریخچه شیطان‌پرستی را به قرون اولیه پیدایش آدمی نسبت داد.
موضوعی که امروزه دربارهٔ شیطان‌پرستی قدیمی وجود دارد و در برخی کتاب‌ها دیده می‌شود به این مطلب برمی‌گردد که اصولاً شیطان را کلیسا به وجود آورد تا تمام بدیها و پلیدیها را به آن نسبت دهد تا هم به نوعی خدمتی به بشریت کرده باشد که گناهانشان را از خود دور کنند و هم جادوگران را نیز که در قرون وسطا تحت عنوان جادوگران سیاه از قدرت زیادی برخوردار بودند، به عنوان پیروان شیطان معرفی کند؛ یعنی که هم گناهان را دفع کند و هم قدرت جادوگران را کم کند.

## انواع و رویکردهای شیطان‌پرستی

### شیطان‌پرستی فلسفی
این نوع گرایش عبارت است از اینکه انسان محور و مرکز عالم است. این شاخه از شیطان‌پرستی به انتان لاوی پایه‌گذار این دین نسبت داده می‌شود. او کسی بود که کلیسای شیطان (اولین سازمانی که از لغت شیطان‌پرستی فلسفی استفاده نمود) را تأسیس کرد.
در نظر شیطان‌پرستان فلسفی، محور و مرکزیت عالم هستی، خود انسان است و بزرگ‌ترین آرزو و شرط رستگاری این نوع از شیطان‌پرستان، برتری و ترفیع ایشان نسبت به دیگران است. شیطان‌پرستان فلسفی عموماً خدایی برای پرستش قائل نیستند و به زندگی غیر مادی بعد از مرگ نیز عقیده‌ای ندارند.
در نظر شیطان‌پرستان فلسفی، هر شخص خدای خودش است. آن‌ها با تکیه بر عقاید انسانی وابسته به دنیا، مطالب مربوط به فلسفه معاد را عبث می‌شمارند و به آن‌ها به دید ترس از مسائل ماوراءالطبیعی می‌نگرند و تنها به وسیله مبانی درج شده در شیطان‌پرستی فلسفی، یک زندگی صرفاً بر مبنای «جهان واقعی» را تشکیل می‌دهند. شاید بتوان گفت که آموزه‌های شیطان‌پرستان فلسفی قدمتی بیشتر از کلیسای لاوی دارد.
دیدگاهی که شیطان‌پرستان فلسفی نسبت به شیطان دارند، با موقعیت تاریخی «شیطان» در تقابل است چرا که تعالیم نشأت گرفته از آموزه‌های یهودی-مسیحی در طی تاریخ همواره او را به دلیل خصوصیاتش پلید انگاشته‌است.

### شیطان‌پرستی لاویایی
شیطان‌پرستی لاویایی یا شیطان‌گرایی لاویایی، درواقع همان شیطان‌پرستی فلسفی است که انتان لاوی مبدع آن بود. این دین بر مبنای فلسفهٔ او شکل گرفته و در کتاب انجیل شیطان تعریف شده‌است. لاوی مؤسس کلیسای شیطان بود و تحت تأثیر نوشته‌های نیچه، آلیستر کراولی، این رند، مارکی دو ساد، ویندهام لوئیس، چارلز داروین، آمبروس بیرس، مارک توین و برخی دیگر بوده‌است.
واژه شیطان در نظر لاوی دارای بار مثبت بوده در حالی‌که تعالیم خداجویانه کلیساها را مورد تمسخر قرار داده و به جهان پس از مرگ نیز باوری ندارد. درواقع یک شیطان‌گرای لاویایی، خود را خدای خود می‌داند.
آیین مذهبی این گروه از شیطان‌پرستان بیشتر شبیه به فلسفه کراولی و البته با دیدگاهی جلوبرنده به سمت شیطان‌گرایی لاویایی است. یک شیطان‌گرای لاویایی مدعی است کسانی که خودشان را با شیطان‌گرایی هم‌ردیف می‌دانند نباید به طرز فکر گروهی وفادار بوده و در ازای آن باید گرایش‌های انفرادی داشته باشند و نتیجتاً بایستی به‌طور دائمی یک سر و گردن بالاتر از کسانی باشند که به طرز فکر جمعی باور دارند یا خود را جزء از کل می‌دانند. شیطان‌گرایان لاویایی بر خلاف اکثر ادیان و مذاهب، دیدگاه جمعی و پیروی از تفکرات گروهی را به شدت رد کرده و به فردگرایی مطلق، باور دارند. آنها به مواردی همچون «اخوت دینی» و «امت واحده» اعتقادی ندارند درحالی‌که هر دو از نکات کلیدی مورد تأکید در اسلام و مسیحیت است.

#### فلسفه شیطانی
شیطان در ۹ جمله شیطانی منسوب به لاوی خلاصه می‌شود:
1. شیطان می‌گوید دست و دلبازی کردن به‌جای خساست.
2. شیطان می‌گوید زندگی حیاتی به‌جای نقشه خیالی و موهومی روحانی.
3. شیطان می‌گوید دانش معصوم به‌جای فریب دادن ریاکارانه خود.
4. شیطان می‌گوید محبت کردن به کسانی که لیاقت آن را دارند به‌جای عشق ورزیدن به نمک‌نشناسان.
5. شیطان می‌گوید انتقام و خونخواهی کردن به‌جای برگرداندن صورت. (اشاره به تعالیم مسیحیت که می‌گوید هرگاه برادری به تو سیلی زد، آن طرف صورتت را جلو بیاور تا ضربه‌ای به طرف دیگر بزند)
6. شیطان می‌گوید مسئولیت پذیری در مقابل مسئولیت پذیران به‌جای نگران بودن برای خون‌آشام‌های روان
7. شیطان می‌گوید انسان مانند دیگر حیوانات است، گاهی بهتر ولی اغلب بدتر از آنهایی است که روی چهار پا راه می‌روند، به دلیل آنکه انسان دارای خدای روحانی و پیشرفت‌های روشنفکرانه، او را پست‌ترین حیوانات ساخته‌است.
8. شیطان تمام آن چیزهایی که گناه شناخته می‌شوند را ارائه می‌دهد، چون که تمام آن‌ها به یک لذت و خشنودی فیزیکی، روانی یا احساسی منجر می‌شوند.
9. شیطان بهترین دوست کلیساست چرا که در تمام این سال‌ها وجود شیطان دلیل ماندگاری کلیساها است.[۲][۱۰]

و در مقایسه با این جملات، لاوی ۹ گناه شیطانی را نیز نام برده‌است:
حماقت، ادعا و تظاهر، نفس گرایی (انتظار بازپس گرفتن از دیگران، آنچه به آن‌ها داده‌اید)، خود را فریب دادن، پیروی از رسوم و عقاید دیگران، روشن بینی ناکافی، فراموش کردن ارتدکسی گذشته (به‌طور مثال، قبول کردن چیزی قدیمی در بسته‌بندی جدید، به عنوان نو)، غرور و افتخار بی‌حاصل (مانند غروری که هدف شخصی را از درون می‌پوساند) و کمبود محسنات.
لاوی ۱۱ قانون شیطانی را نیز وضع کرد که دربرگیرنده راهنمایی‌های کلی برای زندگی شیطان‌پرستان است اما شامل نظام‌نامه اخلاقی آنان نمی‌شود:
1. هرگز نظراتت را قبل از آنکه از تو بپرسند بازگو نکن.
2. هرگز مشکلاتت را قبل از آنکه مطمئن شوی دیگران می‌خواهند آن را بشنوند بازگو نکن.
3. وقتی مهمان کسی هستی، به او احترام بگذار و در غیر این صورت هرگز آنجا نرو.
4. اگر مهمانت مزاحم تو است، با او بدون شفقت و با بی‌رحمی رفتار کن.
5. هرگز قبل از آنکه علامتی از طرف مقابلت ببینی، به او پیشنهاد نزدیکی جنسی نده.
6. هرگز چیزی را که متعلق به تو نیست برندار، مگر آنکه داشتن آن برای کس دیگری سخت است و از تو می‌خواهد آن را بگیری.
7. اگر از جادو به‌طور موفقیت‌آمیزی برای کسب خواسته‌هایت استفاده کرده‌ای قدرت آن را اعتراف کن. اگر پس از به دست آوردن خواسته‌هایت قدرت جادو را نفی کنی، تمام آنچه به دست آوردی را از دست خواهی داد.
8. هرگز از چیزی که نیازی نداری در معرض آن باشی، شکایت نکن.
9. کودکان را آزار نده.
10. حیوانات -غیر انسان- را آزار نده مگر آنکه مورد حمله قرار گرفته‌ای یا برای شکارشان.
11. وقتی در سرزمینی آزاد قدم برمی‌داری، کسی را آزار نده، اگر کسی تو را مورد آزار قرار داد، از او بخواه که ادامه ندهد. اگر ادامه داد، سرکوبش کن.[۲]

### شیطان‌پرستی نظری
این نوع شیطان‌پرستی شبیه شیطان‌گرایی انتان لاوی است اما با یک تفاوت مهم که در این نوع، شیطان گونه‌ای جنبهٔ خدایی و متافیزیکی دارد و مورد پرستش قرار می‌گیرد.
این جنبه، برداشت‌شده از دین‌های ابراهیمی، افسانه‌ها، آیین‌های متفاوت یا صرفاً ساخته‌شدهٔ ذهن پیروان آن می‌باشد.
معبد ست سازمانی است که با این نوع از شیطان‌پرستی شناخته می‌شود.

### شرپرستان
شرپرستان، به دوران تفتیش عقاید مذهبی از طرف کلیسا مربوط می‌شوند. آنها معمولاً متهم به اعمالی از قبیل «خوردن نوزادان»، «کشتن گوسفندان»، «قربانی کردن دختران باکره» و «نفرت از مسیحیان» هستند. این طرز فکر در کتاب «مالوس مالیفیکاروم» دسته‌بندی شده‌است. کتابی که در دوران تفتیش عقاید توسط کلیسا (۱۴۹۰) تألیف شد و در واقع هرگز به‌طور رسمی مورد استفاده قرار نگرفت، کتاب حاوی موضوعاتی راجع به جن‌گیری و جادوگری و مطالبی از این دست است. ترجمه لغوی نام کتاب «پتک جادوگران» است.

## شیطان‌پرستی در ایران
حقوق شمار چشمگیری از شیطان‌پرستان توسط نظام جمهوری اسلامی ایران نقض شده‌است.